# 信嬪辛氏
信嬪辛氏（？年—1435年），本貫寧越，朝鮮太宗的後宮嬪御，父親為辛永貴。

## 生平
《李朝實錄》對辛氏著墨不是很多，只知道她原本是元敬王后的侍女，15歲時被太宗召幸，在太宗2年生下太宗庶二子誠寧君李裀，但奇怪的是，她卻直到太宗14年才被冊封為信寧翁主（有些資料則稱慎寧翁主），這或許是因為元敬王后善妒再加上辛氏出身低微的緣故，但辛氏一生為太宗生育三子六女，在朝鲜王朝所有君王後宮中排第二。 
辛氏在太宗讓位之後仍留在宮中陪伴，並在世宗4年進封宮主，不過從世宗實錄的記載，她似乎有些干涉政事的情形，一些大臣會透過她向太宗或世宗表達事情，甚至賄賂她身邊的宮女。　
她在太宗過世後與懿嬪權氏一同出家為尼，這也開了朝鲜王朝先王後宮出家的先例，在後來幾代造成不少困擾。

## 关系
| 称谓 | 姓名                 | 备注                                         |
| ---- | -------------------- | -------------------------------------------- |
| 丈夫 | 李芳远 朝鲜太宗      | 朝鲜王朝第三代国王。                         |
| 父亲 | 辛永贵               | 本贯宁越。                                   |
| 母亲 | 长兴周氏             |                                              |
| 儿子 | 李裀 𫍯宁君          | 初封恭宁君，谥贞敏。 妻子：全州崔氏 郡夫人。 |
| 儿子 | 李裎 温宁君          | 谥良惠。 妻子：顺天朴氏 益山郡夫人。         |
| 儿子 | 李禯 谨宁君          | 谥僖懿， 妻子：河阳许氏 泰安郡夫人。         |
| 女儿 | 贞信翁主             | 丈夫：尹季童 铃平君                          |
| 女儿 | 贞静翁主             | 丈夫：赵璿 汉原君                            |
| 女儿 | 淑贞翁主             | 丈夫：郑孝全 日城君                          |
| 女儿 | 昭善翁主（昭信翁主） | 丈夫：边孝顺 柔川尉                          |
| 女儿 | 淑宁翁主             | 丈夫：尹愚 坡城君                            |
| 女儿 | 淑庆翁主             | 丈夫：尹岩 坡平君                            |
| 女儿 | 淑谨翁主             | 丈夫：权恭 花川君                            |